# Zettingen
Zettingen – miejscowość i gmina w Niemczech, w kraju związkowym Nadrenia-Palatynat, w powiecie Cochem-Zell, wchodzi w skład gminy związkowej Kaisersesch.